# Chaffee County
Chaffee County is een county in de Amerikaanse staat Colorado.
De county heeft een landoppervlakte van 2.625 km² en telt 16.242 inwoners (volkstelling 2000). De hoofdplaats is Salida.

## Bevolkingsontwikkeling

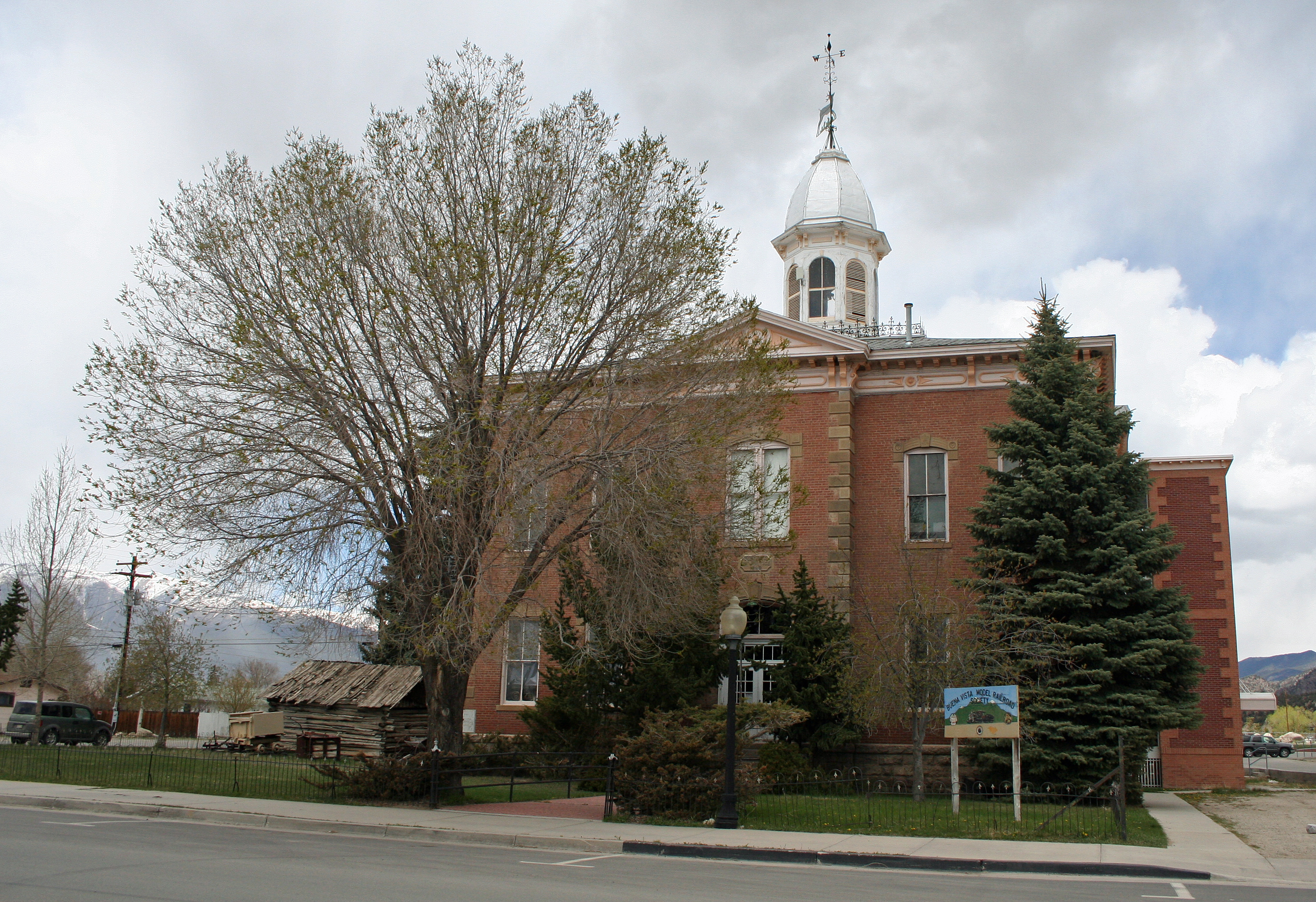
Chaffee County Courthouse